# حرف فروشنده را باور نکن
حرف فروشنده را باور نکن با نام اصلی هدف (انگلیسی: Don't Buy the Seller؛ ‏ کره‌ای: 타겟) یک فیلم جنایی دلهره‌آور محصول کره جنوبی سال ۲۰۲۳ با بازی شین هه سون و کیم سونگ کیون است. این فیلم در ۳۰ اوت ۲۰۲۳ منتشر شد.

## در نقش
- شین هه سون در نقش جانگ سو هیون
- کیم سونگ کیون در نقش جو چول هو
- ایم چول سو در نقش مدیر کیم
- لی جو یونگ در نقش اوه دال جا
- کوم سه روک در نقش هه جین
- چوی جه سوپ در نقش سرکارگر
- نو یونگ هاک در نقش دانشجو

### حضور ویژه
- کانگ ته اوه در نقش نا سونگ هیون

## تولید
تصویربرداری اصلی در ژوئیه ۲۰۲۱ آغاز شد و در اکتبر ۲۰۲۱ به پایان رسید.